# Excursión (película de 2023)
Excursión (en bosnio: Ekskurzija) es una película dramática de 2023 escrita y dirigida por Una Gunjak. Protagonizada por Asja Zara Lagumdžija, Nađa Spaho, Maja Izetbegović, Mediha Musliović, Izudin Bajrović y Muhamed Hadžović.
Excursión tuvo su estreno mundial en el Festival de Locarno 2023, donde compitió por el Leopardo de Oro – Cineastas del Presente y fue honrado con una mención especial.
Fue seleccionada como la entrada bosnia a la mejor película internacional en la Premios Óscar 2024.

## Sinopsis
Iman, que, mientras su clase de noveno curso se prepara para una excursión, atrae la atención de un chico mayor que ella. Tras un juego de verdades y desafíos, se extiende por el instituto el rumor de que Iman está embarazada y amenaza la excursión. Iman se encuentra inmersa en una tormenta de expectativas y restricciones, y los acontecimientos que ella misma ha provocado se descontrolan.

## Reparto
- Asja Zara Lagumdžija como Iman
- Vedran Tuce como profesor de música
- Nađa Spaho
- Maja Izetbegović
- Mediha Musliović
- Izudin Bajrović
- Muhamed Hadžović